# Édouard Molinaro

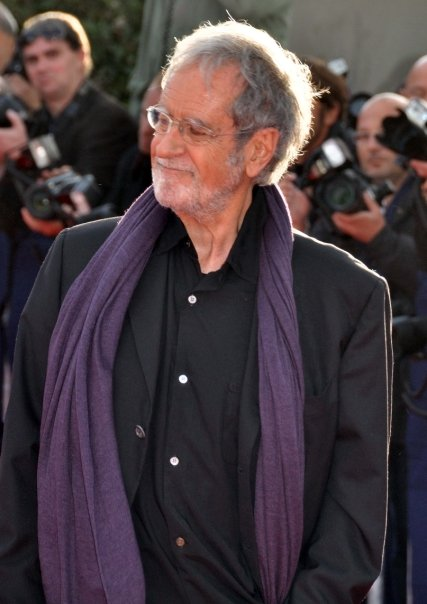
Édouard Molinaro (2009)

Édouard Camille Molinaro (* 13. Mai 1928 in Bordeaux; † 7. Dezember 2013 in Paris) war ein französischer Regisseur und Drehbuchautor. Als Regisseur war er im Laufe seines Lebens für mehr als 70 Film- und Fernsehproduktionen verantwortlich. Sein bekanntester Film ist Ein Käfig voller Narren von 1978.

## Leben und Werk

### Kindheit und Jugend
Molinaro wurde 1928 als Edouard Camille Molinaro in einer Kleinstadt in der Nähe von Bordeaux geboren. Seine Eltern waren Georges Molinaro, ein Zahnchirurg, und Renée Molinaro, geb. Almayrac. In Bordeaux erwarb er am Collège de La Réole ein Abgangszeugnis, interessierte sich aber schon während der Schule für Film und Fotografie.

### Frühe Regiearbeiten
Zwischen 1947 und 1953 war Molinaro zunächst als Regieassistent tätig und drehte anschließend 18 Kurz- und Dokumentarfilme, von denen einige auch auf internationalen Filmfestivals ausgezeichnet wurden. 1957 drehte er seinen ersten abendfüllenden Spielfilm, Mit dem Rücken zur Wand mit Jeanne Moreau in der Hauptrolle, der 1958 in die Kinos kam.
Als Regisseur galt er als Perfektionist, der sich überwiegend bescheiden im Hintergrund hielt. Seine frühen Filme aus den 1950er Jahren werden der Nouvelle Vague oder dem Film Noir zugeordnet.

### Filmkomödien
In den 1960er Jahren verlagerte er seinen Schwerpunkt auf leichte Filmkomödien wie Auch Stehlen will gelernt sein (1962), die einer seiner ersten Erfolge war. Es folgten weitere Komödien wie Die Verführerin (1964) mit Brigitte Bardot und Anthony Perkins oder Jagd auf Männer (1964) mit Jean-Paul Belmondo sowie Oscar mit Louis de Funès (1967).
Die Historienkomödie Der Mann im roten Rock (1969) mit Jacques Brel und Claude Jade widmete er seiner während der Dreharbeiten bei einem Flugzeugabsturz verunglückten Frau Pierrette.
In den 1970er Jahren folgte unter anderem Die Filzlaus (1973), eine groteske Komödie, bei der sich Lino Ventura als Killer und Jacques Brel als verhinderter Selbstmörder in die Quere kommen. Der als Horrorkomödie präsentierte Vampirfilm Die Herren Dracula (1976) war dagegen eine als Genreparodie angelegte Romanze mit Christopher Lee, Bernard Menez und Molinaros zweiter Ehefrau, Marie-Hélène Breillat.

### Ein Käfig voller Narren
Der wohl bekannteste Film des Komödienspezialisten ist der Travestiefilm Ein Käfig voller Narren (1978), in dem Michel Serrault und Ugo Tognazzi als schwules Paar auftreten und sich als solches bemühen, dem Sohn zuliebe so zu tun, als seien sie heterosexuell. Die mittlerweile von Fans als Kultfilm verehrte Komödie ist eine Adaption des gleichnamigen Theaterstücks von Jean Poiret mit Filmmusik von Ennio Morricone. Molinaro war damit einer der ersten Regisseure, der mit einer Filmkomödie über die Schwulenszene ein breiteres Publikum erreichte.
Für Ein Käfig voller Narren gewann Molinaro den Golden Globe in der Kategorie Bester fremdsprachiger Film. Zudem war er 1980 in den Kategorien Beste Regie und Bestes adaptiertes Drehbuch für den Oscar nominiert. Der Film wurde mehrfach neu verfilmt, unter anderem als The Birdcage – Ein Paradies für schrille Vögel (1996, Regie Mike Nichols).

### Späte Werke
Bis 2008 war Molinaro als Regisseur aktiv, drehte jedoch zuletzt fast nur noch für das Fernsehen. Sein letzter Spielfilm war das Historiendrama Beaumarchais – Der Unverschämte (1996). Er führte auch bei zahlreichen Fernsehserien Regie, insgesamt war er 83 Mal als Regisseur tätig.

### Privates
Molinaro war drei Mal verheiratet und wurde Vater von drei Kindern. Im Jahr 1957 heiratete er Pierrette Carvallo. Die Pilotin kam 1969 bei einem Flugzeugabsturz ums Leben. Aus der Ehe ging die Tochter Graziella hervor. Zwischen 1972 und 1981 war er mit der französischen Schauspielerin Marie-Hélène Breillat verheiratet. Mit seiner letzten Frau, Catherine Laporte, blieb Molinaro von 1982 bis zu seinem Tod zusammen. Mit Laporte hatte er zwei gemeinsame Söhne, Benjamin und Mathieu.
Molinaro starb 2013 im Alter von 85 Jahren in Folge einer Lungenerkrankung an Lungenversagen.

## Filmografie (Auswahl)
- 1958: Mit dem Rücken zur Wand (Le Dos au mur)[13]
- 1959: Blonde Fracht und schwarze Teufel (Des femmes disparaissent)[14]
- 1959: Der Mörder kam um Mitternacht (Un témoin dans la ville)[15]
- 1962: Auch Stehlen will gelernt sein (Arsène Lupin contre Arsène Lupin)
- 1964: Jagd auf Männer (La chasse à l’homme)
- 1964: Die Verführerin (Une ravissante idiote)
- 1967: Oscar
- 1969: Der Mann im roten Rock (Mon oncle Benjamin)
- 1969: Onkel Paul, die große Pflaume (Hibernatus)
- 1971: Zärtliche Wünsche (Les Aveux les plus doux)
- 1973: Die Filzlaus (L’Emmerdeur)
- 1975: Das Kätzchen (Le Téléphone rose)
- 1976: Die Herren Dracula (Dracula père et fils)
- 1977: Der Antiquitätenjäger (L’Homme pressé)
- 1977: Claudine in der Schule (Claudine à l’école) (Fernsehfilm)
- 1977: Claudine geht (Claudine s’en va) (Fernsehfilm)
- 1977: Claudines Eheleben (Claudine en menage) (Fernsehfilm)
- 1977: Claudine in Paris (Claudine à Paris) (Fernsehfilm)
- 1978: Ein Käfig voller Narren (La Cage aux folles)
- 1979: Ungeduld des Herzens (La Pitié dangereuse) (Fernsehfilm)
- 1980: Noch ein Käfig voller Narren (La Cage aux folles II)
- 1980: Sunday Lovers
- 1982: Du kannst mich mal (Pour 100 briques, t’as plus rien!)
- 1984: Ein Klassemädchen (Just the way you are)
- 1985: Die Dame vom Palast–Hotel (Palace)
- 1985: Der Filou (L’Amour en douce)
- 1988: Rausch der Verwandlung (L’Ivresse de la métamorphose) (Fernsehfilm)
- 1988: Die Mondscheingasse (La Ruelle au clair de lune) (Fernsehfilm)
- 1988: Der große Blonde auf Freiersfüßen (À gauche en sortant de l’ascenseur)
- 1991: Das Schicksal des Freiherrn von Leisenbohg (L’Amour maudit de Leisenbohg) (Fernsehfilm)
- 1992: Die verlassene Frau (La Femme abandonnée)
- 1992: Ein Abendessen mit dem Teufel (Le souper) (Fernsehfilm)
- 1996: Beaumarchais – Der Unverschämte (Beaumarchais, l’insolent)